# Гафурійський район
Гафурі́йський район (рос. Гафурийский район, башк. Ғафури районы) — адміністративна одиниця Республіки Башкортостан Російської Федерації.
Адміністративний центр — село Красноусольський.

## Населення
Населення району становить 30653 особи (2019, 33869 у 2010, 36761 у 2002).

## Адміністративно-територіальний поділ
На території району 16 сільських поселень, які називаються сільськими радами:
| Поселення                       | Площа, км² | Населення, осіб (2002) | Населення, осіб (2010) | Населення, осіб (2019) | Центр            | Населені пункти |
| ------------------------------- | ---------- | ---------------------- | ---------------------- | ---------------------- | ---------------- | --------------- |
| Білоозерська сільська рада      | 182,09     | 3566                   | 3163                   | 2678                   | Біле Озеро       | 12              |
| Більська сільська рада          | 122,93     | 891                    | 825                    | 737                    | Інзелга          | 5               |
| Бурлинська сільська рада        | 110,56     | 1689                   | 1524                   | 1346                   | Бурли            | 6               |
| Буруновська сільська рада       | 76,79      | 545                    | 467                    | 417                    | Буруновка        | 3               |
| Зілім-Карановська сільська рада | 130,10     | 2171                   | 1891                   | 1552                   | Зілім-Караново   | 11              |
| Імендяшевська сільська рада     | 142,09     | 1504                   | 1327                   | 1093                   | Карагаєво        | 9               |
| Ковардинська сільська рада      | 157,13     | 2057                   | 1862                   | 1417                   | Коварди          | 4               |
| Красноусольська сільська рада   | 241,43     | 12944                  | 12954                  | 12890                  | Красноусольський | 5               |
| Мраковська сільська рада        | 56,01      | 866                    | 822                    | 642                    | Мраково          | 5               |
| Саїтбабинська сільська рада     | 307,35     | 2922                   | 2636                   | 2275                   | Саїтбаба         | 8               |
| Табинська сільська рада         | 208,21     | 3518                   | 3017                   | 2651                   | Табинське        | 10              |
| Ташбуканівська сільська рада    | 88,56      | 727                    | 501                    | 461                    | Нижній Ташбукан  | 3               |
| Ташлинська сільська рада        | 455,41     | 908                    | 730                    | 568                    | Ташла            | 5               |
| Толпаровська сільська рада      | 557,44     | 283                    | 265                    | 237                    | Толпарово        | 2               |
| Утяковська сільська рада        | 143,64     | 1080                   | 951                    | 800                    | Утяково          | 4               |
| Янгіскаїнська сільська рада     | 58,30      | 1058                   | 934                    | 889                    | Янгіскаїн        | 3               |

## Найбільші населені пункти
| №  | Населений пункт  | Населення, осіб (2002) | Населення, осіб (2010) |
| -- | ---------------- | ---------------------- | ---------------------- |
| 1  | Красноусольський | 11 796                 | 11 991                 |
| 2  | Табинське        | 2 134                  | 1 827                  |
| 3  | Саїтбаба         | 1 543                  | 1 452                  |
| 4  | Біле Озеро       | 1 454                  | 1 325                  |
| 5  | Янгіскаїн        | 994                    | 888                    |
| 6  | Коварди          | 908                    | 818                    |
| 7  | Юлуково          | 805                    | 741                    |
| 8  | Родина           | 794                    | 703                    |
| 9  | Мраково          | 681                    | 634                    |
| 10 | Курорта          | 907                    | 598                    |